# Torre de Trafalgar
La torre de Trafalgar es una torre vigía situada sobre el cabo Trafalgar, dentro del municipio español de Barbate (Cádiz), junto a la localidad de Los Caños de Meca. Formó parte del sistema de torres de vigilancia costera ordenado por Felipe II en el siglo XVI para proteger gran parte de las costas españolas de la piratería berberisca.

## Historia

### Contexto histórico
Durante los siglos XV y XVIII, las costas mediterráneas de todos los reinos cristianos de Europa sufrieron numerosos asaltos de piratas de origen berberisco, que procedían principalmente de los puertos de Tetuán y Argel. Estos asaltos estaban motivados por dos razones principales: una, el enfrentamiento del Imperio turco contra las potencias cristianas europeas, y la otra, la expulsión de la población morisca y judía de España, que se asentó en el norte de África, y cuyo contexto de desarraigo desembocó en la práctica de acciones de piratería.
Las costas del estrecho de Gibraltar, debido a su proximidad al norte de África y a la abundante cantidad de población que concentraban durante algunos meses del año (para explotar las almadrabas), se convirtieron en uno de los escenarios principales de estos asaltos berberiscos.

### Construcción
En el siglo XVI, el rey Felipe II de España, a través de su comisionado real Luis Bravo de Laguna, encargó un proyecto de fortificación de las costas atlánticas andaluzas para defenderlas frente a los ataques berberiscos. Se construyeron castillos, como el Castillo de Santiago de Barbate (actualmente desaparecido); y torres almenaras, como las torres del Tajo, Meca y Cabo de Gracia (actual Faro de Camarinal). Por su parte, la Torre de Trafalgar, junto con otras, obtuvo legitimación adicional del duque de Medina Sidonia, propietario del señorío de las almadrabas de la zona, que promovió su construcción con la finalidad de protegerlas.
Las torres en las que fue promotor el duque tienen planta cuadrada y siguen modelos estructurales diferentes, mientras que las torres de promoción real son de planta circular y siguen un modelo homogéneo.

### Abandono
A comienzos del siglo XIX, la Torre de Trafalgar se encontraba en ruinas. En el año 1860, con motivo de la construcción del faro de Trafalgar junto a la torre, se derribó parte de la infraestructura para utilizar sus materiales en la construcción del nuevo faro. Desde ese momento hasta nuestros días, la torre mantiene un manifiesto estado de abandono.
Desde 1985 es Bien de Interés Cultural.

## Emplazamiento
La Torre de Trafalgar se sitúa sobre una pequeña elevación en el extremo suroccidiental del cabo Trafalgar, junto al faro del mismo nombre. En el entorno inmediato de la torre y del faro de Trafalgar existen varios yacimientos arqueológicos, que datan de dos etapas históricas diferentes: Roma y al-Ándalus. De la primera etapa se han encontrado restos de un posible templo en honor a la diosa Juno y una factoría de salazones con dos núcleos del Alto Imperio Romano, mientras que de la segunda se ha descubierto un asentamiento hispano-musulmán del siglo XIII aproximadamente.